# Kalaeloa
Kalaeloa est une census-designated place du comté d'Honolulu à Hawaï.
Sa population était de 48 habitants en 2010. Elle occupe l'emplacement de l'ancienne base aéronavale de Barbers Point fermée en 1999.
C'est à l'aéroport de Kalaeloa qu'a atterri l'avion solaire Solar Impulse 2 en juillet 2015 lors de sa traversée du Pacifique en provenance de Nagoya.